# Gelis stricklandi
Gelis stricklandi är en stekelart som beskrevs av Henry Keith Townes, Jr. 1944. Gelis stricklandi ingår i släktet Gelis och familjen brokparasitsteklar. Inga underarter finns listade i Catalogue of Life.